# 李兵 (1941年)
李兵（1941年11月—），男，汉族，重庆綦江人，中华人民共和国政治人物，曾任中共四川省重庆市委常委、秘书长、宣传部部长，重庆市政协副主席。